# Safel El Ouiden
Safel El Ouiden là một đô thị thuộc tỉnh Souk Ahras, Algérie. Dân số thời điểm năm 2002 là 3.004 người.